# Nuoto ai XIII Giochi paralimpici estivi - 50 m stile libero maschili S7

## Record
Prima di questa competizione, il record del mondo (WR) e il record paraolimpico (OR) erano i seguenti.
|  | 27.67 | Roberts Davis Regno Unito | 4 aprile 2008 Sheffield, Gran Bretagna |
|  | 28.33 | Roberts Davis Cina        | 14 settembre 2008 Pechino, Cina        |

## Medaglie
| Posizione | Atleta        | Paese       | Tempo | Note |
| --------- | ------------- | ----------- | ----- | ---- |
|           | Roberts Davis | Regno Unito | 27.95 | PR   |
|           | Walker Matt   | Regno Unito | 28.60 |      |
|           | Lamback Lantz | Stati Uniti | 28.81 |      |